# 윈도우 라이브 툴바
윈도우 라이브 툴바(Windows Live Toolbar)는 마이크로소프트의 윈도우 라이브 서비스의 일부로 고안된 도구 모음이다. 기존에 서비스되던 MSN 검색 툴바는 실버라이트 기반으로 미국 내에서만 서비스하고 윈도우 라이브 툴바로 대체되었다. 현재는 빙 바로 대체된 상태이다. 모든 파일과 전자 우편을 인덱스로 옮기고, 백그라운드 상태에서 실행되는 윈도우 데스크톱 검색을 포함하고 있다. 검색 항목을 입력하면 결과가 나타나게 하며, 작업 표시줄에 상주하는 단순한 검색 인터페이스를 제공한다. 이로써 전자 우편, 사진, 텍스트 파일, 문서를 하나의 검색 기준을 통해 검색하기 쉽게 하고 있다.
윈도우 라이브 툴바는 폼 필터와 인터페이스를 윈도우 라이브와 MSN 서비스에도 제공한다. 윈도우 라이브 툴바는 구글 툴바와 야후 툴바와 경쟁하고 있다.
2008년 12월 윈도우 라이브 에센셜이라는 이름의 패키지로 통합되었으며 별도 설치도 가능하다. 이와 함께 데스크톱 검색도 윈도우 서치 4.0과 분리되어 툴바 기능에서 삭제되었다.

## 같이 보기
- 위키백과 툴바
- 구글 툴바
- 야후! 툴바
- AOL 툴바